# 罗萨伦德尔蒙特
罗萨伦德尔蒙特，是西班牙卡斯蒂利亚-拉曼恰昆卡省的一个市镇。总面积31平方公里，总人口112人（2001年），人口密度4人/平方公里。